# Morrison Hill
Morrison Hill (chinesisch 摩理臣山, Pinyin Mólǐchén Shān, Jyutping Mo1lei5*6san4 Saan1, Yale Mólìchén Shān) ist ein Stadtteil an der Oi Kwan Road zwischen Wan Chai und Happy Valley auf der Hong Kong Island in Hongkong. Das Gebiet war ursprünglich ein natürlicher Hügel an der Küste Hongkongs, der durch die jahrzehntelange Nutzung als Steinbruch komplett abgetragen wurde.

## Etymologie
Der heutiger Stadtteil Hongkongs hat seinen Namen vom ehemaligen Hügel Morrison Hill, benannt nach dem protestantischen Missionar und Linguist Robert Morrison (羅拔・摩理臣) von der presbyterianische Kirche aus Schottland, der im Zuge seiner Morrison Education Society in dem Gebiet aktiv war. In China ist Morrison tätig und bekannt unter dem sinisierten Namen als Pastor Ma Lixun (馬禮遜(牧師) ‚(Pastor) Morrison‘). Die ursprüngliche Bezeichnung von Morrison Hill war Ngo Keng Shan (鵝頸山) nach dem Stadtteil Ngo Keng (鵝頸區), im Englischen meist als Bowrington (寶靈, früher Bowring Town, Borrington City 寶靈城) bekannt – benannt nach dem vierten Gouverneur von Hongkong (1854–1859) John Bowring (1792–1872).

## Geschichte
Bis zur Durchführung des Praya East Reclamation Project in den 1920ern lag der Hügel am Meeresufer. Das Landgewinnungsprojekt nutzte den Boden (Erdreich) und Felsen, um im Hafen neuen Baugrund zu gewinnen und die Küstenlinie weiter in die Bucht vorzutreiben. Über ein Jahrzehnt hinweg wurde der Boden abgetragen und man baute eine temporäre Feldbahn entlang des Bowrington Canal (heute Canal Road), um den Baustoff abzutransportieren. Der Kanal wurde für diesen Zweck abgedeckt.

## Bebauung
Heute wird das Zentrum des Viertels vom Morrison Hill Swimming Pool eingenommen, sowie mehreren weiterführenden Schulen innerhalb einer Ringstraße, der Oi Kwan Road (愛群道). Eine Hauptstraße, die Morrison Hill Road (摩理臣山道), verläuft entlang der Ostseite des Viertels. Das Queen Elizabeth Stadium und das Tang Shiu Kin Hospital liegen am Südrand. Es gibt auch einen Skatepark am Spielplatz im Südosten.

### Bauwerke
- Queen Elizabeth Stadium
- Morrison Hill Swimming Pool

Krankenhäuser:
- Tang Shiu Kin Hospital
- Tang Chi Ngong Specialist Clinic
- MacLehose Dental Centre

Bildungseinrichtungen:
- Hong Kong Institute of Vocational Education (Morrison Hill) (with the headquarters of Vocation Training Council by its side),
- Lady Trench Training Centre
- Tang Shiu Kin Victoria Government Secondary School
- Sheng Kung Hui Tang Shiu Kin Secondary School

Weitere bedeutende Institutionen:
- The Scout Association of Hong Kong Regional Headquarters
- Tang Shiu Kin Social Service Centre
- Ammar Mosque and Osman Ramju Sadick Islamic Centre

## Galerie

Morrison Hill heute – Verschiedene Bauwerke
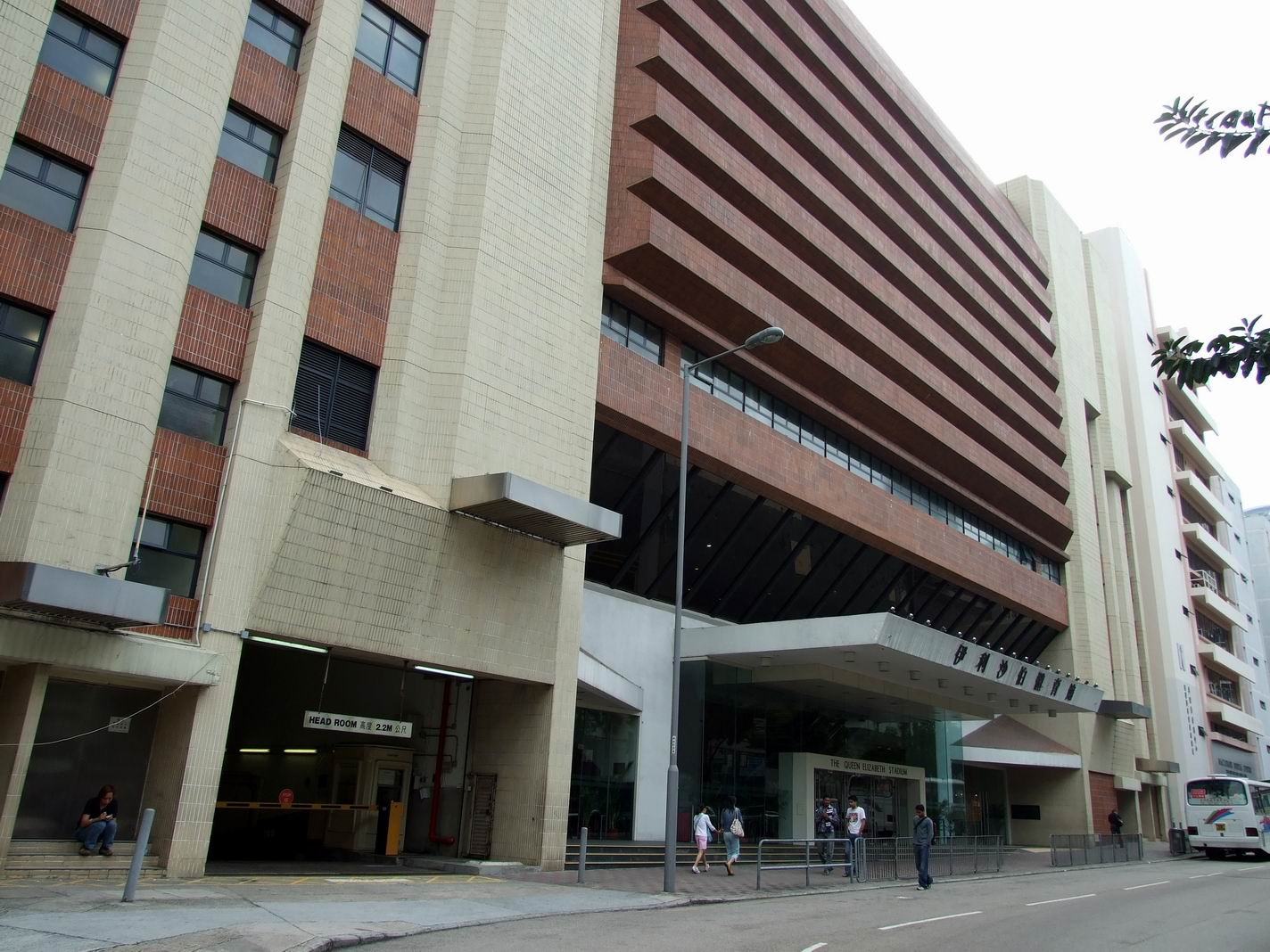
Queen Elizabeth Stadium, Eingang an der Oi Kwan Road, 2007
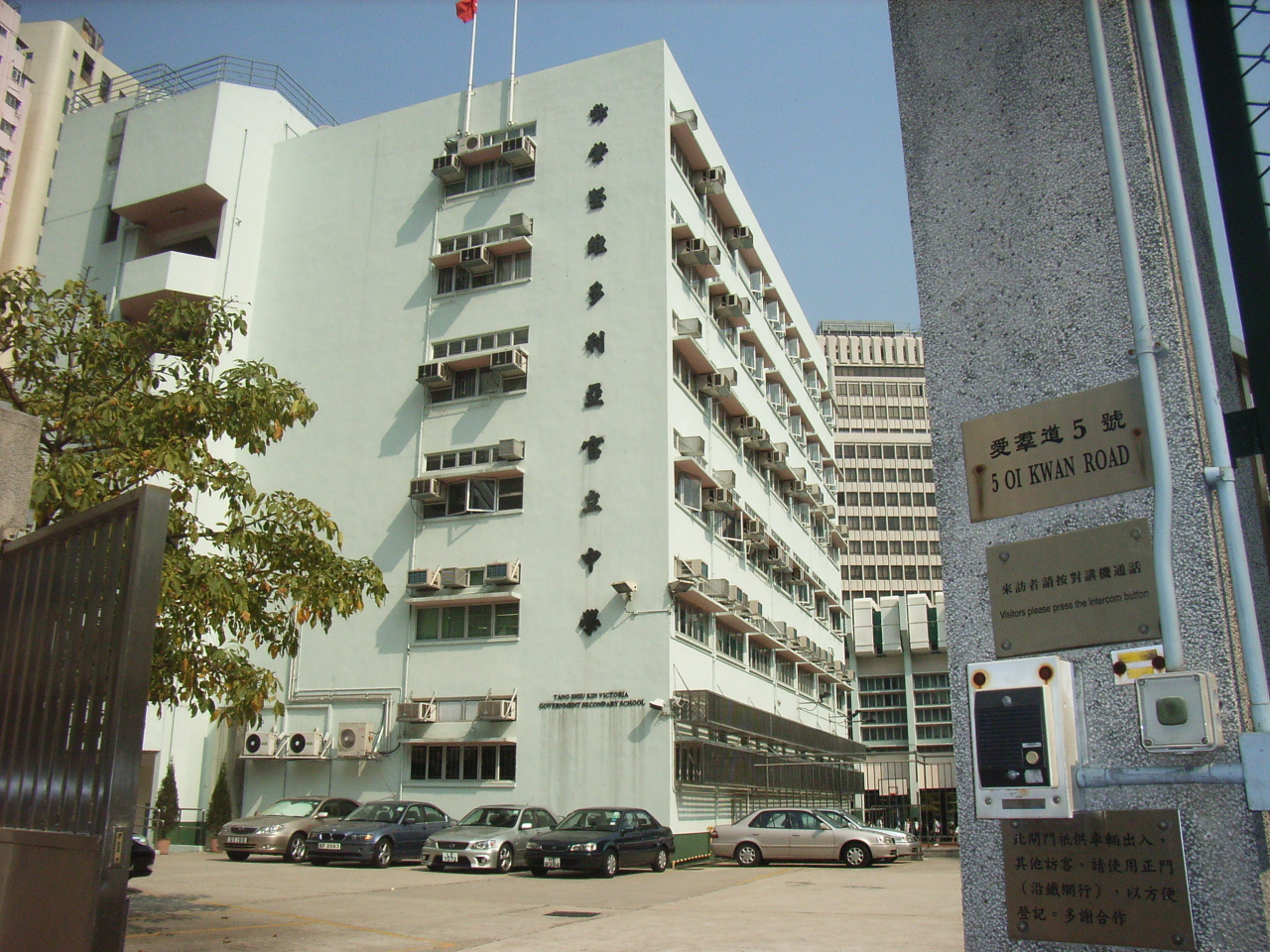
TSK Victoria Government Secondary School, 2006
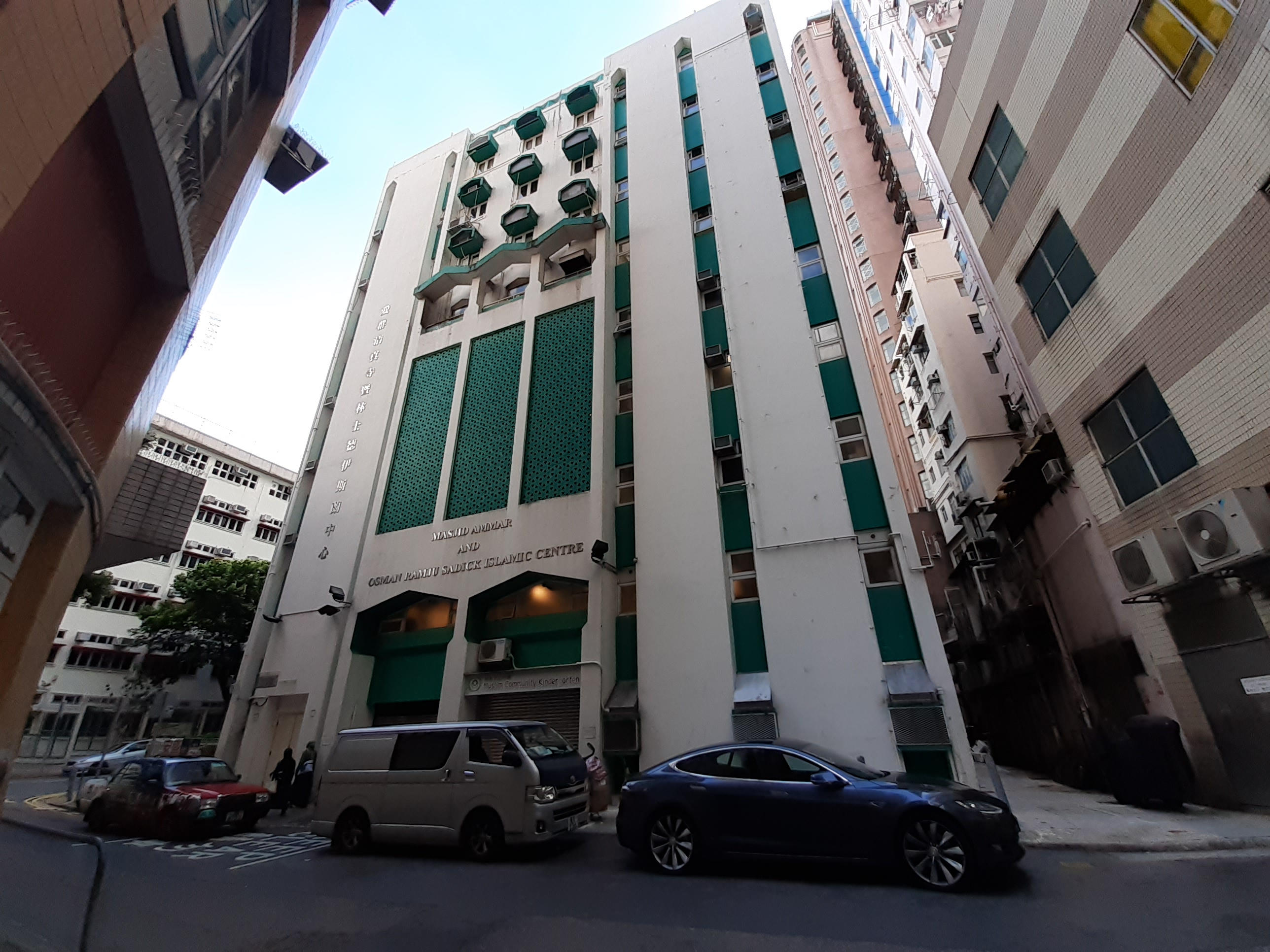
Masjid Ammar and Osman Ramju Sadick Islam Centre, 2020
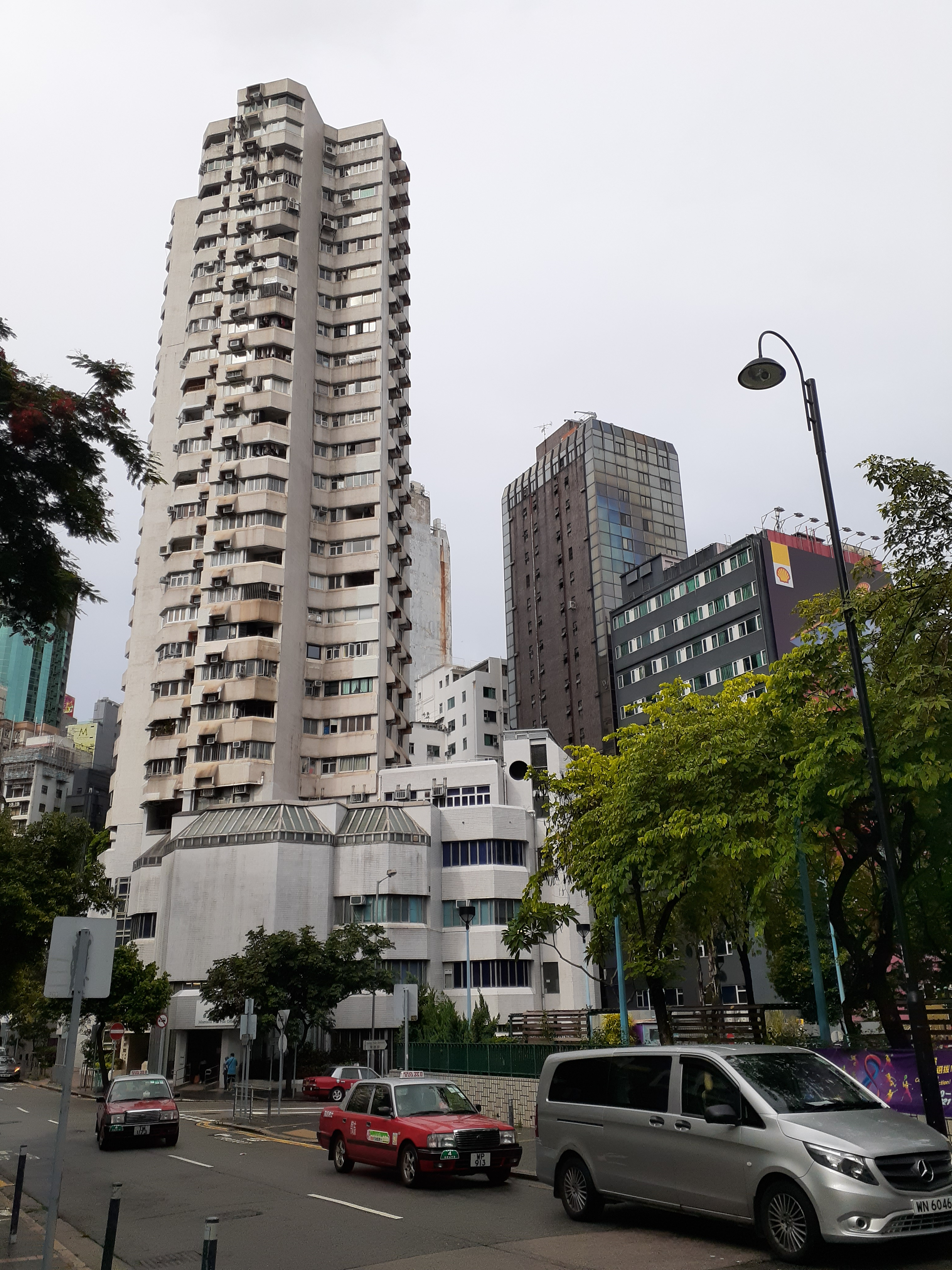
Morrison Hill Post Office, 2020
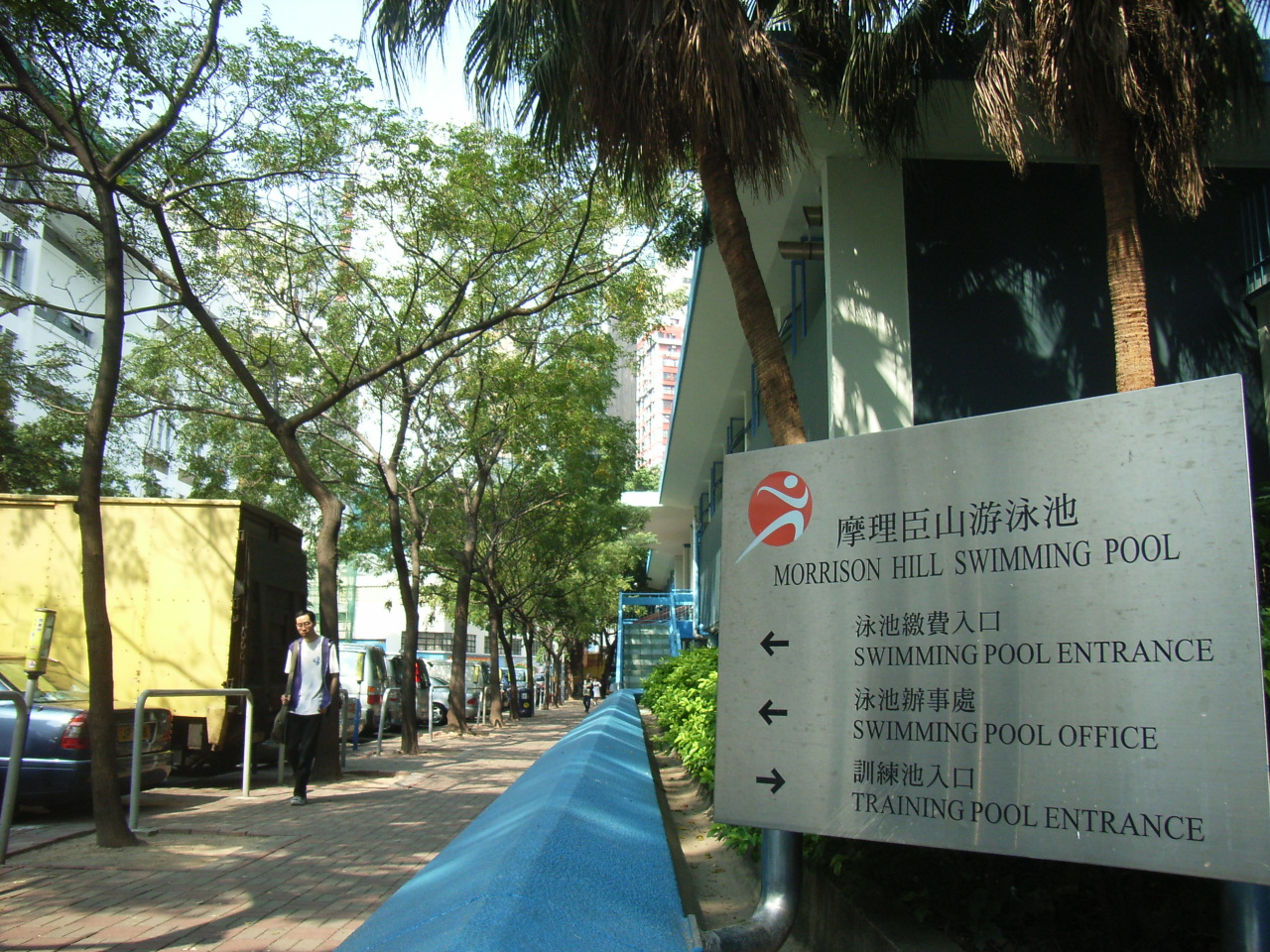
Oi Kwan Road West – Eingang zum Morrison Hill Swimming Pool, 2006
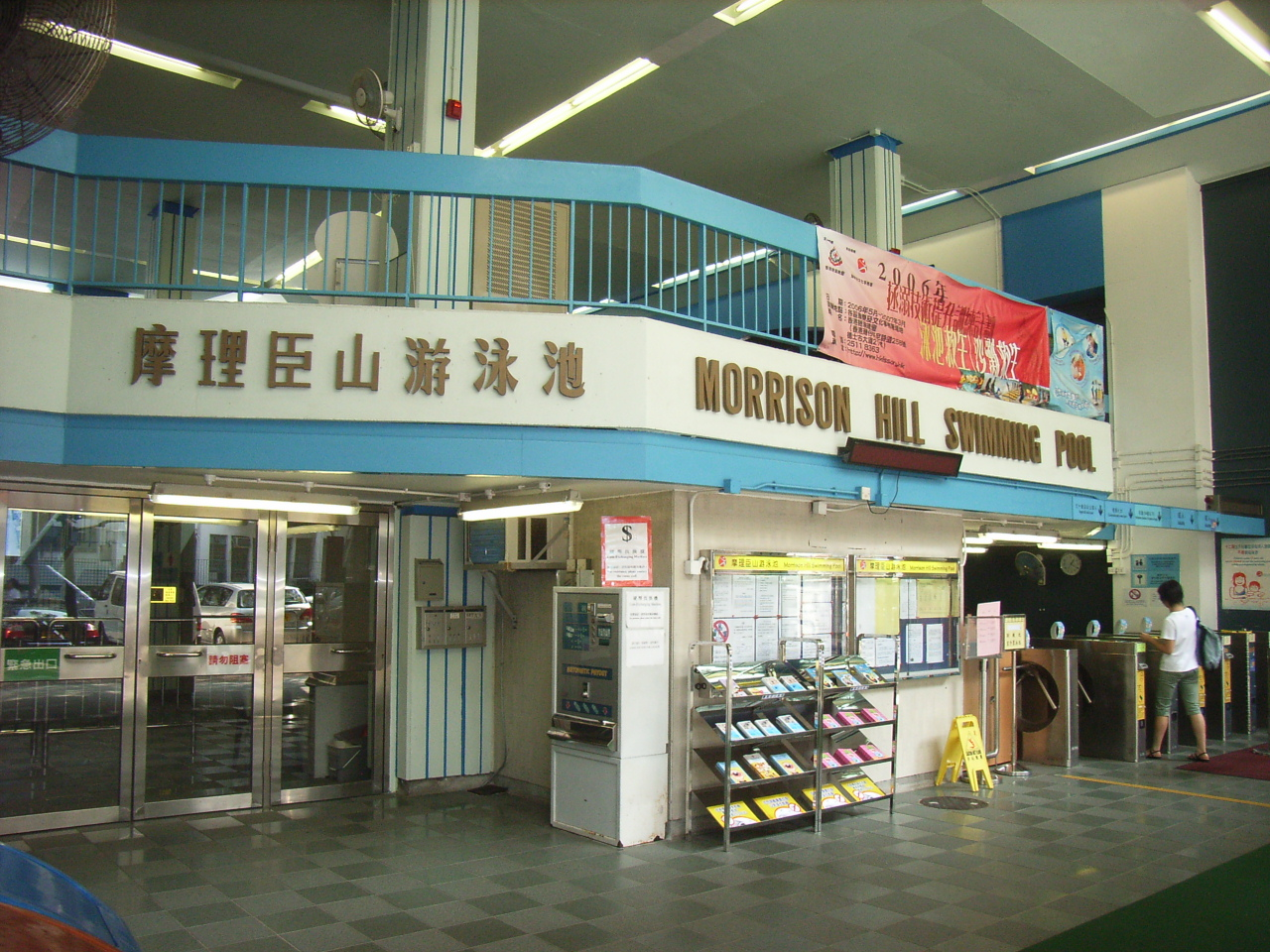
Morrison Hill Swimming Pool – Stadtteil-Schwimmbad, 2006